# 第3軍 (ドイツ軍)
第3軍（だい3ぐん、独Deutsche 3. Armee）は、第一次世界大戦、第二次世界大戦時のドイツ軍の部隊である。

## 第一次世界大戦
ザクセン王国の軍事大臣を務めていたマックス・フォン・ハウゼンはドイツ帝国軍に召集されるとすぐに主にザクセン王国の部隊を中心に編成された第3軍の指揮官に任命された。第3軍はフロンティアの戦いに参加、主に戦線中央部でシャルルロアの戦いを戦い抜き、これは1914年のランス占領に繋がった。
しかし、マルヌ会戦での失敗で第2軍が退却すると、第3軍は側面ががら空きとなった。そのため、ハウゼンは第3軍に退却を命じた。退却後、エーヌ川沿いで戦線を安定化させたが、ハウゼンは解任、1914年9月、カール・フォン・アイネムが後任となった。
1915年2月～3月、9月～11月にそれぞれ行われたフランス軍によるシャンパーニュ－マルタへの攻撃を撃退するなど、第3軍はエーヌ川で行われた3度の会戦に参加、1917年4月16日～5月17日のエーヌでの2回目の戦いでフランス第4軍の攻撃を防いだ。
第3軍の最右翼は第1軍の側面を支えており、1918年7月15日～17日にかけておこなわれたシャンパーニュ－マルヌ攻撃に参加した。その後、9月26日から11月11日まで続いたムーズ・アルゴンヌ攻勢で、アメリカが派遣したジョン・パーシング率いる米国外征軍との戦いで多大な犠牲者を出し、大戦終了直前に北方への撤退を余儀なくされた。

### 司令官
- 1914年－1914年9月：マックス・フォン・ハウゼン
- 1914年9月－1918年：カール・フォン・アイネム

## 第二次世界大戦
1939年9月1日、ドイツ軍がポーランドへ侵攻した日、第3軍は設立、ゲオルク・フォン・キュヒラー上級大将が司令官に任命され、第4軍と共に北方軍集団に所属して、作戦に従事した。
第4軍はポーランド回廊を占領し、東プロイセンに入ることになっており、この両地域を繋げることを担当していた。一方、第3軍は東プロイセンに駐屯しており、東プロイセンから二手に分かれて南への進撃を担当していた。一部は、南へヴィスワ川とブク川の合流地点を横切り、モドリンへ侵入、後にワルシャワ攻撃に参加することになっていた。また、もう一方はナレフ(Narew)を攻撃したのち、ブク川沿いに進み、ブレスト＝リトフスクへ進撃することとなっていた。
ポーランド侵攻が開始され、第3軍の一部はポーランド回廊を横切り、第4軍と合流した。第3、第4軍は計画を忠実に果たし、ポーランド侵攻はドイツ軍の勝利に終わった。後にソビエト赤軍はモロトフ・リッベントロップ協定の「秘密議定書」に従い、ポーランドに攻め込み、ドイツ、ソビエト両軍によりブレスト・リトウスクで勝利パレードがおこなわれた。
ポーランドにおける作戦が終わり、第3軍が編成されて約5週間が過ぎた1939年11月5日、第3軍は解散することとなった。第3軍が解散した直後、キュヒラーは新設された第18軍の司令官に任命され、1940年から1942年まで西部戦線で勤めた後、レニングラード攻撃をおこなう北方軍集団の司令官となった。1942年、キュヒラーは元帥に昇進したが、北方軍集団がソビエト赤軍に撃破されたことにより、司令官を解任された。

### 司令官
- 1939年8月26日－1940年10月23日：ゲオルク・フォン・キュヒラー上級大将（当時）